# 曹據
參數所指定的目標頁面不存在，建議更正成存在頁面或直接建立下列一個頁面（建立前請先搜尋是否有合適的存在頁面可以取代）：
- 曹据 (晋)

彭城王曹据（211年前—260年後），曹操的儿子，母亲是环夫人，曹冲、曹宇的同母兄弟。

## 事蹟
建安十六年（211年）封范阳侯。二十二年（217年），徙封宛侯。黄初二年（221年），进爵为宛公。三年（222年），为章陵王，又徙封义阳王。文帝曹丕以南方潮湿，又因为环太妃是彭城人，徙封彭城王。又徙封济阴王。五年（224年），曹据改封定陶县王。太和六年（232年），改封诸王，以郡为国，曹据复封彭城王。景初元年（237年），曹据因私自派遣人到中尚方作禁物，削县二千户。三年（239年），恢复所削户邑。正元、景元中累增邑，并前四千六百户。
司马师废黜魏帝曹芳后曾提出立曹据为新帝，但魏明帝遗孀郭太后指出曹据为明帝叔父，曹据为帝会使自己地位尴尬，而明帝也将无人奉祀。最终曹据未能登基。

## 子
史载曹据有三個兒子。
- 平阳公曹琮过继给早亡的曹冲为嗣；
- 曹範、曹闡则出继郿戴公曹整。

## 延伸阅读
[在维基数据编辑]
 《三國志·卷20》，出自陳壽《三國志》